# Ritratto di gioielliere
Il Ritratto di gioielliere è un dipinto a olio su tela di Lorenzo Lotto, databile al 1509 circa e conservato nel Getty Museum di Los Angeles.

## Storia
Lo studio di questo dipinto, realizzato dall'artista in età giovanile, ha concesso l'identificazione del personaggio raffigurato nel Triplice ritratto di orefice, proprio perché l'artista ripropose la medesima scatola con gli anelli che i due personaggi ritratti tengono in mano. Il dipinto fa parte della collezione J.P. Getty proveniente dalla collezione Hirsch di Basilea in Svizzera. Il personaggio raffigurato sarebbe identificato nel quarantenne Giovanni Pietro Crivelli, personaggio proveniente da una importante famiglia milanese di gioiellieri, più volte console degli orefici romani, che il 6 ottobre 1509 aveva acquistato un'abitazione a Roma nel rione Ponte nello stesso tempo in cui Lorenzo Lotto si trovava nella città capitolina a lavorare per il papa. L'antico palazzo Crivelli riporta ancora la targa con la scritta: Io. Petrus. Cribellus. mediolanen.(sis.) sibi. ac. suis a. fundamentis. erexit.
La vicinanza dell'artista col Crivelli è documentata dalla ricevuta di garanzia che il gioielliere aveva pagato il 18 settembre 1509 per la realizzazione degli affreschi presso il vaticano. Probabilmente a suo pagamento fu realizzato il ritratto.
L'opera faceva parte della collezione berlinese Richard von Kaufmann dal 1850 fino al 1908 (fino a Berlino e dal 1901 a Charlottenberg. Alla morte, nel 1917, fu elienato e nuovamente venduto nel 1925 a Robert Koch. Nel 1934 risulta presenta ad Amsterdam e venduto nel 1953 e conservato nella collezione Paul Ketty, per essere donato nal 1970 al museo di Malibu.
Il dipinto è stato esposto nella mostra tenutasi a Venezia dedicata all'artista nel 1953.

## Descrizione e stile
La tela raffigura il gioielliere che mostra alcuni dei suoi anelli preziosi, facendo così riferimento in modo plateale alla sua attività di orefice, un ritratto che doveva essere anche la presentazione della sua attività.
L'uomo raffigurato, di cui Lotto cura in modo particolare i lineamenti, indossa una veste scura e sul capo un cappello che riprende l'abito. Alle sue spalle il cielo azzurro e sul lato destro un paesaggio verdeggiante. Tiene nella mano sinistra un anello e lo mostra a un ipotetico acquirente, l'anello faceva parte della raccolta di anelli che l'orefice tiene nella mano destra, mentre altri anelli sono posti sul banco a cui il Crivelli appoggia gli avambracci. 
La tela secondo il critico Bernard Berenson:tanto mostra l'impronta del Lotto in ogni palmo della sua superficie, da non essere necessaria neppure la sua firma.